# Pholis nea
Pholis nea är en fiskart som beskrevs av Peden och Hughes, 1984. Pholis nea ingår i släktet Pholis och familjen tejstefiskar. Inga underarter finns listade i Catalogue of Life.